# プロピレングリコールジニトラート
プロピレングリコールジニトラート（Propylene glycol dinitrate、PGDN）は、有機化合物の一種で、プロピレングリコールの二硝酸エステルである。1,2-プロパンジオールジニトラートあるいは二硝酸プロピレングリコールなどともいう。構造はニトログリセリンと似ているが、ニトロ基が1つ少ない。特徴的な不快臭を持つ無色の液体であり、沸点より低い121℃で分解する。可燃性および爆発性があり、衝撃に敏感で、燃焼して水蒸気、一酸化炭素、窒素を発生する。
C3H6(ONO2)2 → 3 CO + 3 H2O + N2
PGDNの主な用途は推進剤である。2-ニトロジフェニルアミンおよびセバシン酸ジブチルとともにオットー燃料IIの主成分であり、魚雷の推進剤に利用される。
PGDNやニトログリセリンなどといった多価アルコールの硝酸エステルは、医学分野においては狭心症の治療薬として、19世紀半ばからは爆発物として利用されてきた。
PGDNは血圧に影響を与える他、呼吸器毒性があり、肝臓および腎臓を傷害したり、変視症やメトグロビン尿症を引き起こし、頭痛や協調運動障害を引き起こす可能性がある。皮膚から吸収されることもある。その主な毒性メカニズムはメトヘモグロビン血症であり、永続的な神経損傷を引き起こす可能性もある。
職業曝露については、アメリカ国立労働安全衛生研究所が8時間労働で経皮吸収の場合の推奨暴露限界を0.05 ppm（0.3 mg/m3）に設定している。